# Alternativer Wolf- und Bärenpark Schwarzwald
Der Alternative Wolf- und Bärenpark Schwarzwald ist ein Wildtierschutzprojekt des Vereins „Alternativer Bärenpark Schwarzwald e. V.“ und der „Stiftung für Bären“ in Bad Rippoldsau-Schapbach im Landkreis Freudenstadt. Ziel ist es, Großtiere – insbesondere Bären –, die in Not geraten sind, unterzubringen, Umweltpädagogik zu Themen der Tierhaltung zu vermitteln und über den Tourismus im Naturpark Schwarzwald Mitte/Nord verbreiten.
Der Park wurde 2010, als zweites Projekt dieser Art nach dem Alternativen Bärenpark Worbis, mit einem Bären eröffnet. Danach kamen Wölfe und weitere Bären hinzu. 2012 wurde ein separates Gehege für alte Tiere errichtet. 2016 wurden erstmals auch Luchse aufgenommen. Die als Problembärin bekannte Bärin Gaia – auch bekannt als JJ4 wurde 2025 in den Park übersiedelt.
Das Parkgelände umfasst ca. 10 Hektar. Stand Januar 2024 leben dort 9 Bären, 3 Luchse und 1 Wolf. Die meisten dieser Tiere waren von Privatpersonen unter nicht artgerechten Bedingungen gehalten worden, bevor sie in den Park kamen.

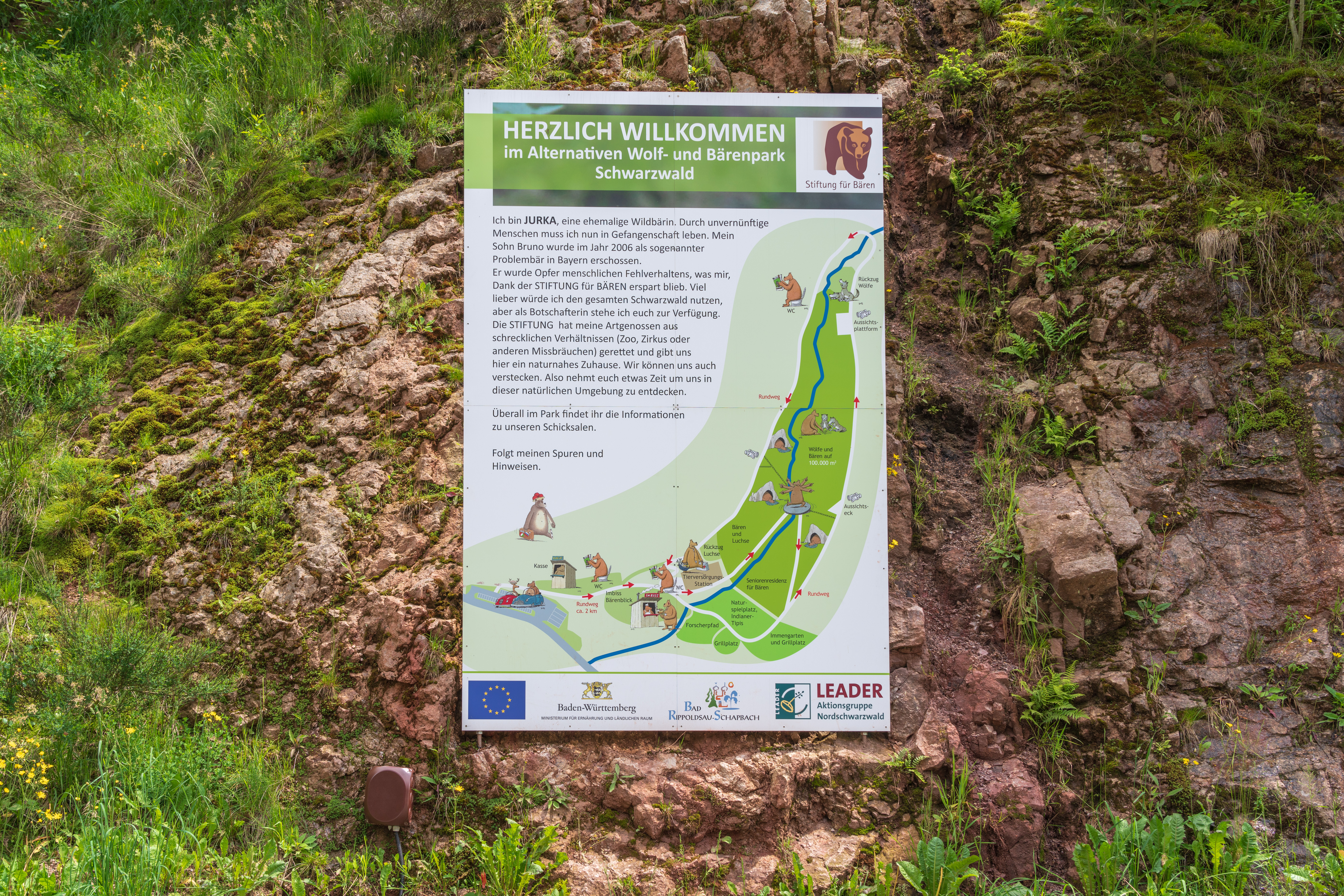
Hinweistafel
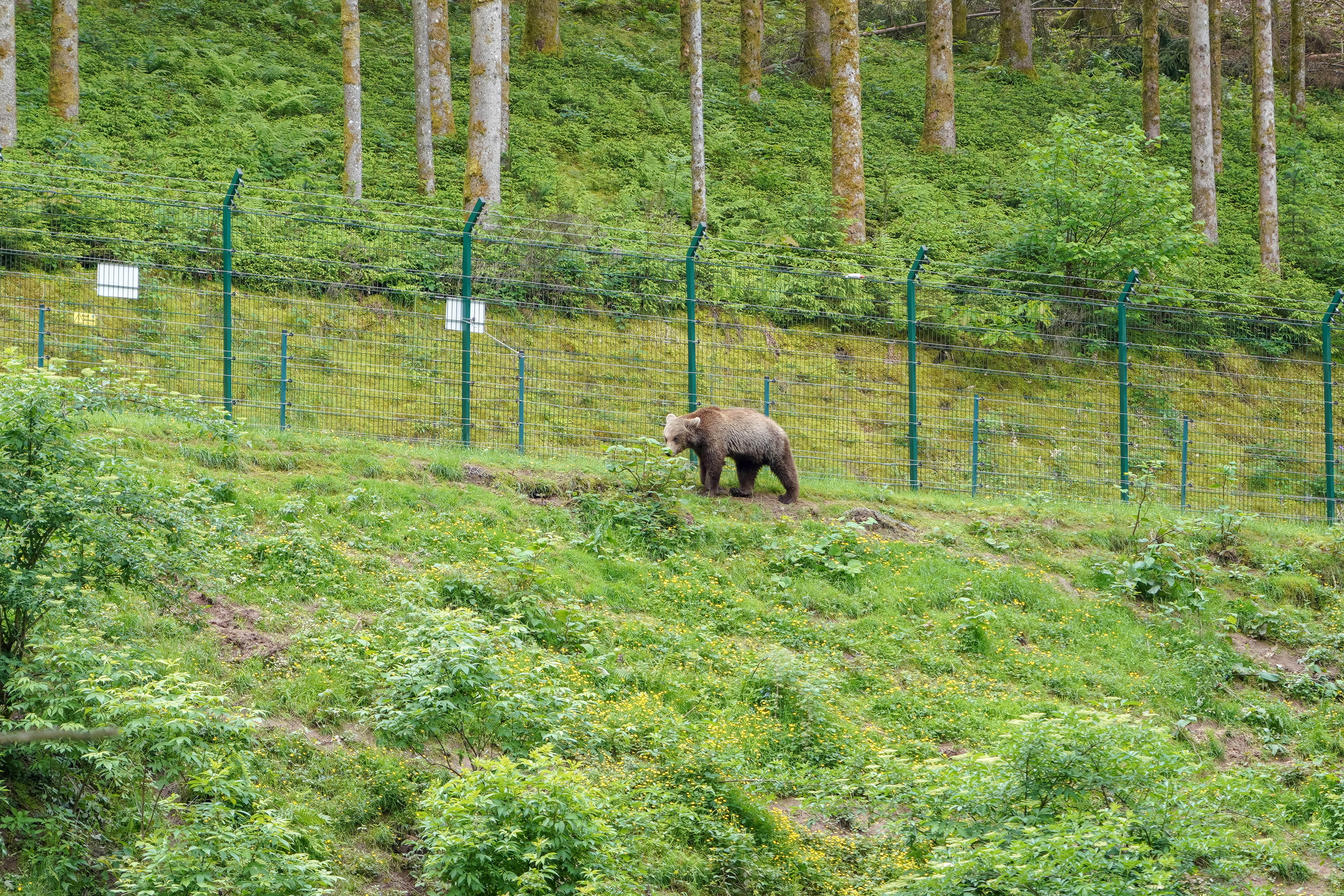
Bär